# Citoyenneté Action Participation pour le 21ème siècle
De Citoyenneté Action Participation pour le 21ème siècle was een Franse groene partij. De partij is in 1996 gesticht door Corinne Lepage. Bij de presidentsverkiezingen van 2002 behaalde de partij 1,88% van de stemmen. De partij weigerde later toe te treden tot de nieuwe centrumrechtse Union pour un Mouvement Populaire.
Nadat de partij uitgeschakeld was in de presidentsverkiezingen van 2007 verleende ze haar steun aan François Bayrou. In de daaropvolgende parlementsverkiezingen werkte de partij samen met de Mouvement Démocrate en had ze 20 kandidaten op de lijsten gezet; zonder resultaat.
In 2014 fuseerde de partij met Rassemblement citoyen tot de nieuwe partij Le Rassemblement citoyen - Cap21.
Samenstelling per 27 juli 2019 
 De deelnemende partijen met de meeste zetels worden genoemd, alleen de partijen met een enkele zetel binnen de fractie ontbreken.